# 万燈祭 (刈谷市)
万燈祭（刈谷万燈祭、まんどまつり / まんとうまつり）は、愛知県刈谷市銀座にある秋葉神社の祭礼である。

## 概要
江戸時代中期から続いている夏祭りであり、火難防除・町内安全を祈願する。愛知県無形民俗文化財に指定されている。2018年（平成30年）には「第22回ふるさとイベント大賞」の大賞（内閣総理大臣賞）を受賞した。

## 万燈

### 概説
武者絵や歌舞伎絵を描いた張紙人形（万燈）をひとりで担ぎ上げ、笛と太鼓の囃子に合わせて社前で舞う。万燈は青森県のねぶたに似ているとされるが、細工・彩色はより繊細であるとされる。大きなものでは高さ約5m、幅約3m、重さ約60kgにもなり、若衆がひとりで担ぎ上げる。竹の骨組みに和紙を貼り、ロウを引いた上に彩色したもので、夜間は万燈内部の電照が灯って幻想的な姿になる。歴史的場面や伝説に因んだ万燈が夏の夜に舞う様は絵巻物にも例えられる。

### 万燈の製作
各町とも毎年1基の新作大万燈を製作するため、5月頃から製作に取り掛かる町内が多い。万燈を取りつける土台は、長さ約4mの心棒に横木などを将棋の駒型に組み上げる。武者絵や歌舞伎絵などを題材とした元絵を用意し、元絵のみを参考に土台の上に竹で骨組みを作っていく。骨組みが出来たら、骨組みの上に和紙を貼り付けると共に、照明の配線も行う。和紙が貼れたら、その上に炭で下絵を描き、炭の上に蝋を引き、食紅で色付けをして万燈が完成する。昔は公民館などで製作をするところが多かったが、現在は各町ともに万燈蔵で製作を行い、旧作万燈や山車を保管している。

## 祭礼の内容

### 参加地区
毎年7月の最終日曜日が本楽（ほんがく）、その前日の土曜日が新楽（しんがく）である。祭礼への参加地区は、おおよそ亀城公園（刈谷城跡）、名鉄三河線 刈谷市駅、JR東海道本線 刈谷駅に囲まれた区域である。秋葉神社がある銀座が宮元を務め、その他の氏子6町（司町・寺横町・広小路・広小路5組・新栄町・東陽町）が毎年輪番で当番町を務める。7町は町総代・氏子総代・世話人・若衆頭・若衆・子供会を持つ。7町がそれぞれ囃子台と万燈を刈谷城の旧城下町に繰り出し、地区内を練り歩いた後、宵に秋葉神社にて明かりを燈した万燈の舞が奉納される。各町とも毎年1基の大万燈を新調し、前年に製作した大万燈と合わせて計2基の大万燈が披露される。製作した大万燈は2年使用し、その後は企業などに貸し出すか、解体することになる。
昭和初期には本町・中町・末町・肴町・新町・市原町・寺横町・正木町・緒川町・中根町・葭町・緑町の13町が参加しており、東陽町・松葉町・栄町を加えた16町が参加したこともあったが、市制施行による区割の変化や町名変更などにより、1973年（昭和48年）から現在の7町（銀座・司町・寺横町・広小路・広小路5組・新栄町・東陽町）体制となった。近年では新楽のみではあるが、氏子7町の他に地元のトヨタグループ企業と氏子以外の地区がパートナーとなって参加するようになった。

## ギャラリー

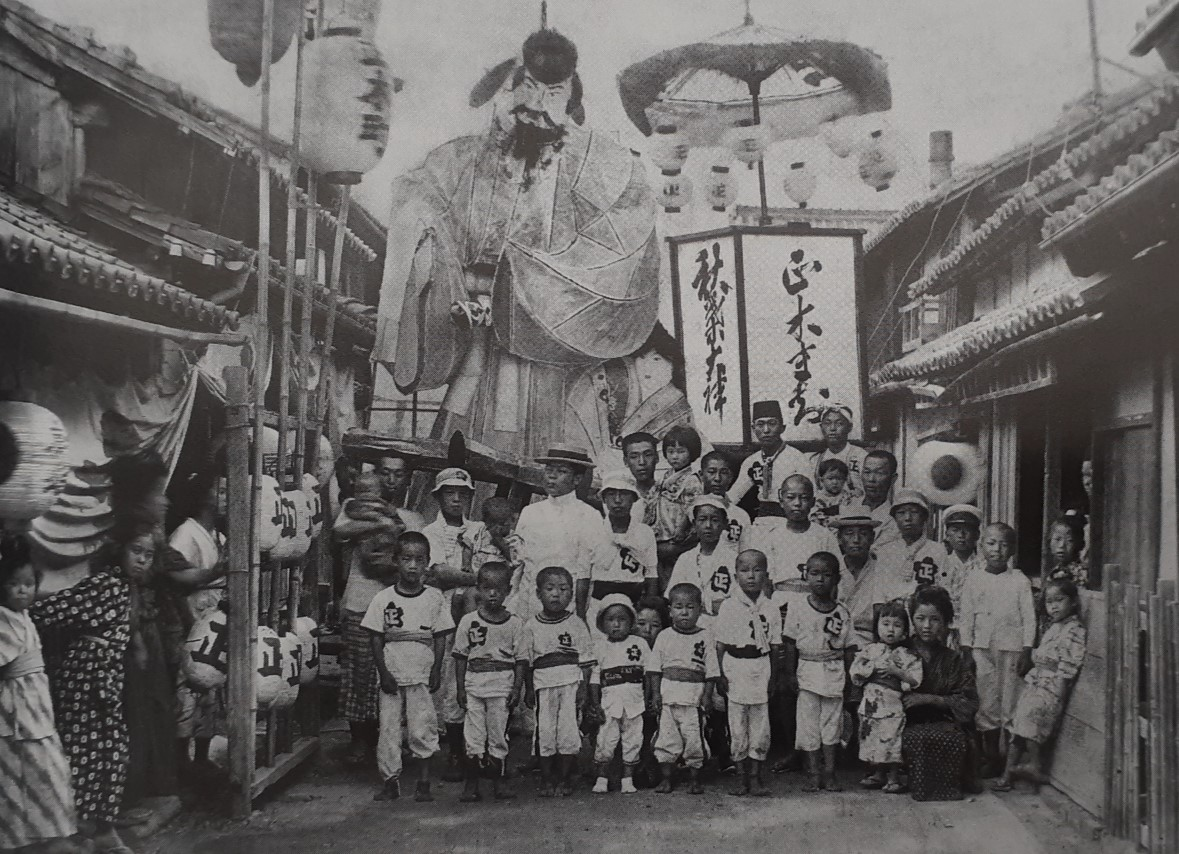
1919年頃
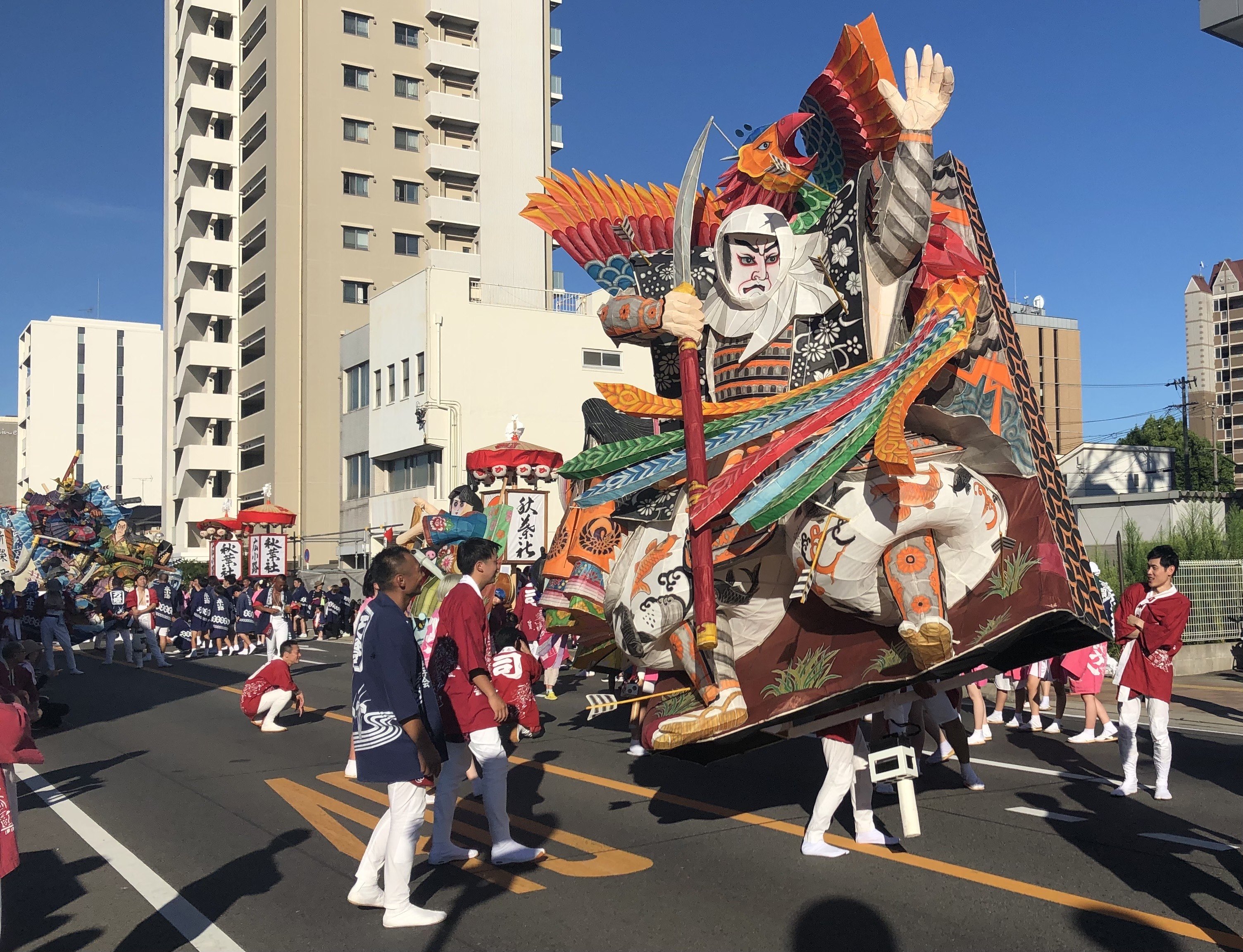
全町一斉舞
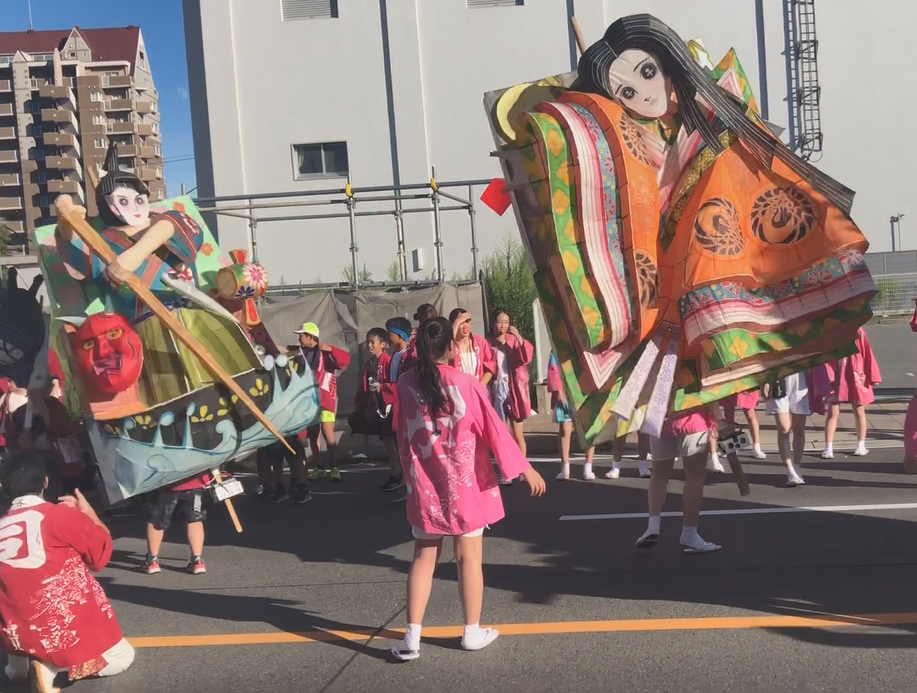
女性を描いた張紙人形（万燈）
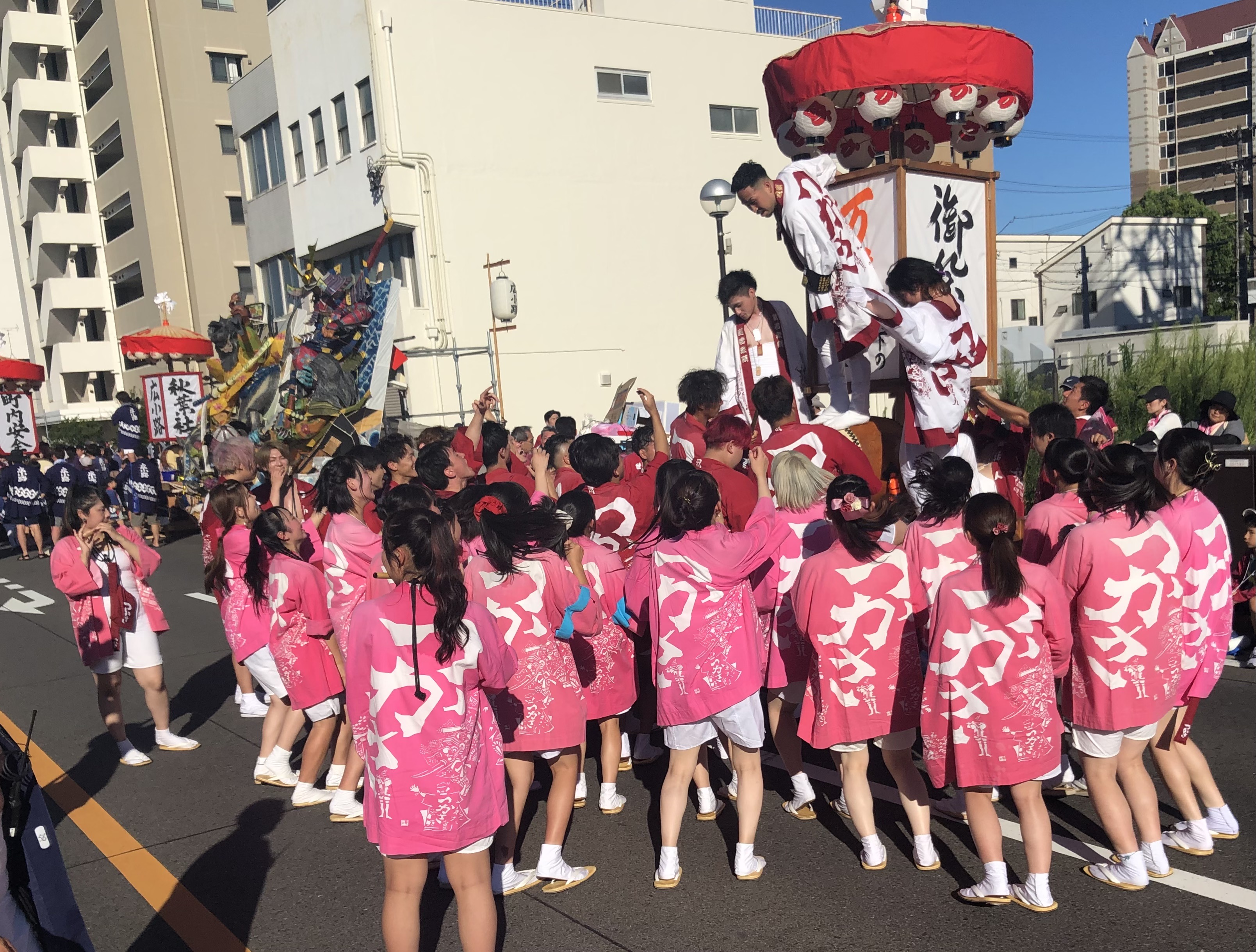
刈谷警察北交差点と東陽町交差点のあいだ
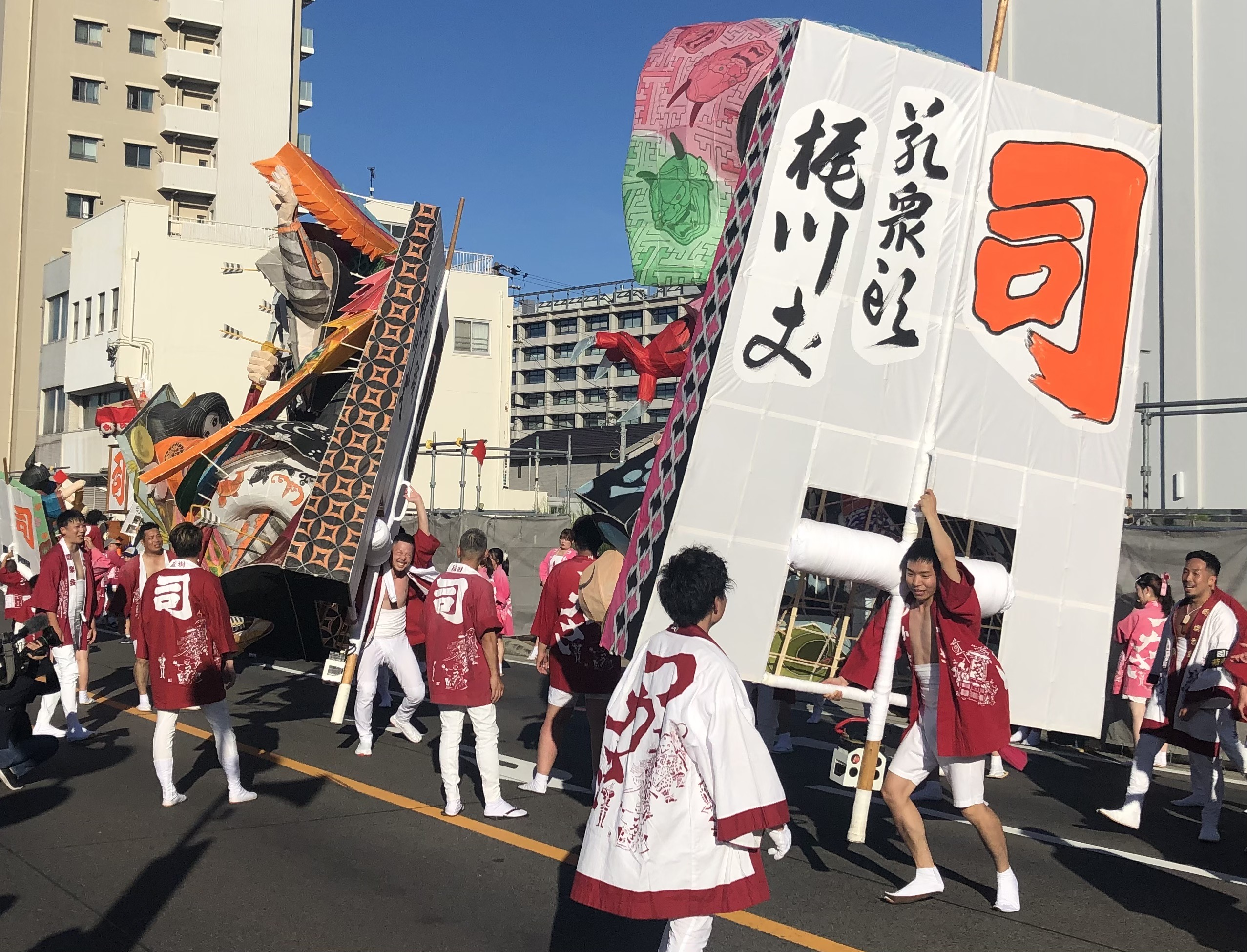
万燈の裏には町名などが書かれてある
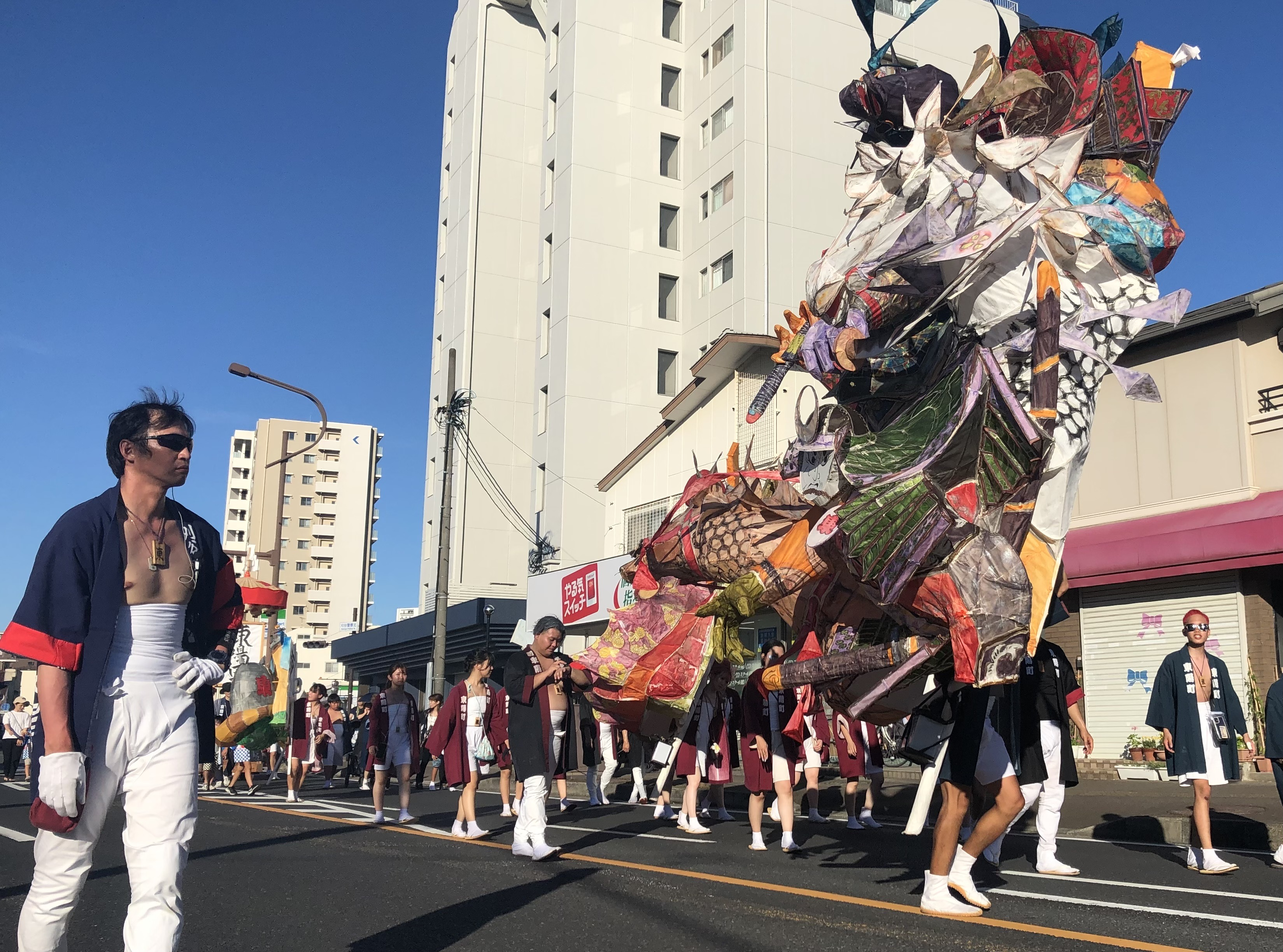
練り歩き
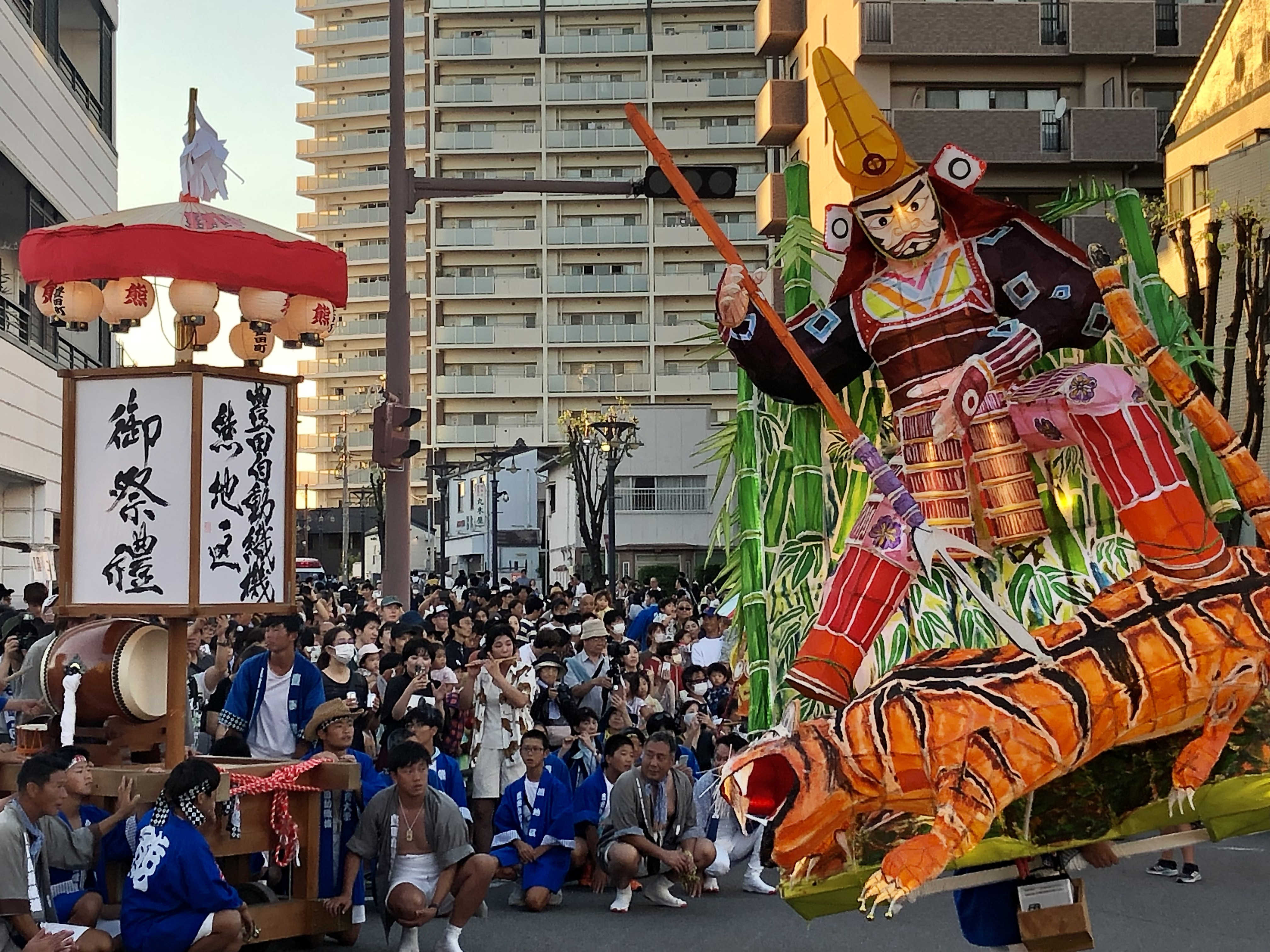
刈谷市駅北交差点で行われるコンテスト
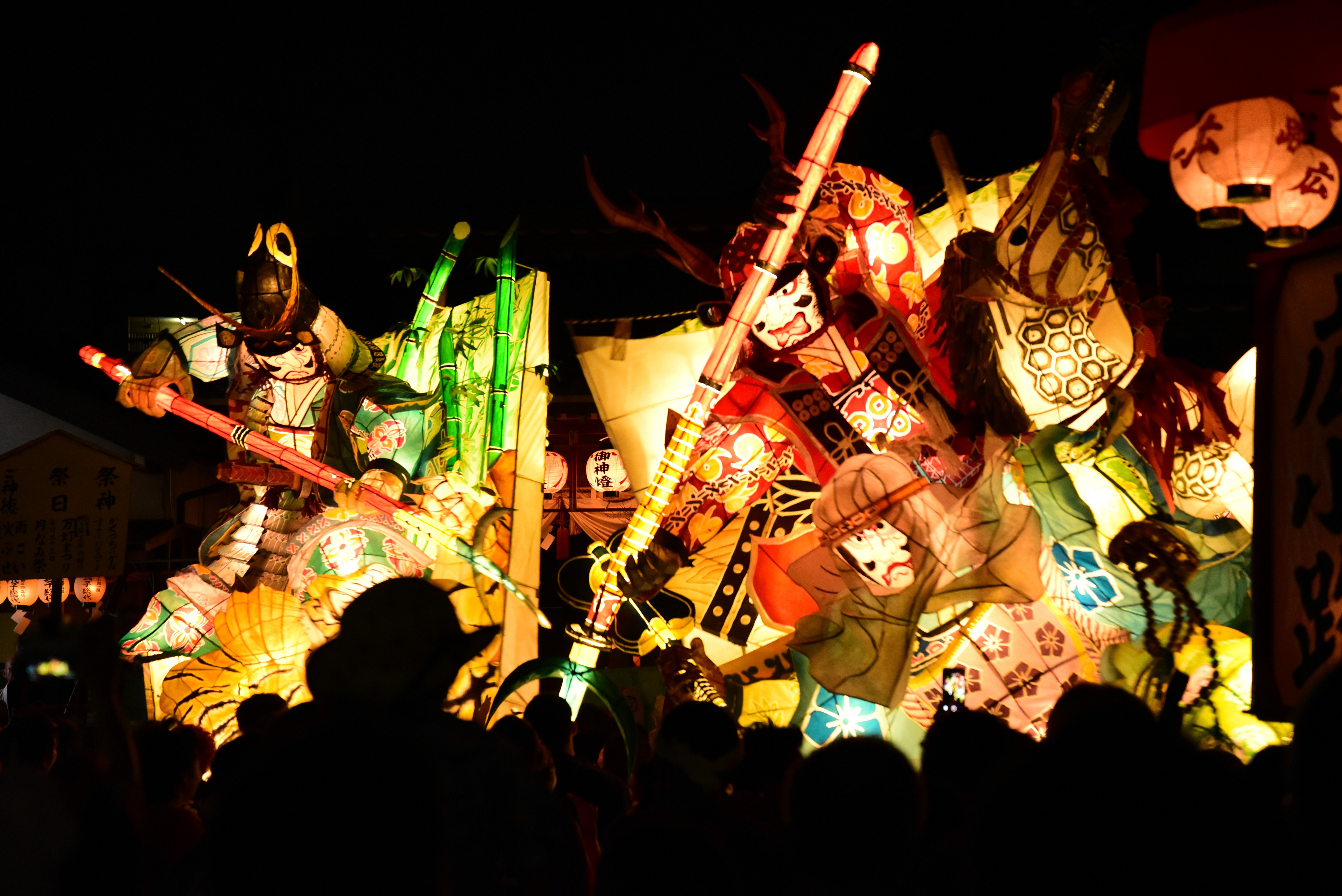
秋葉神社における舞の奉納
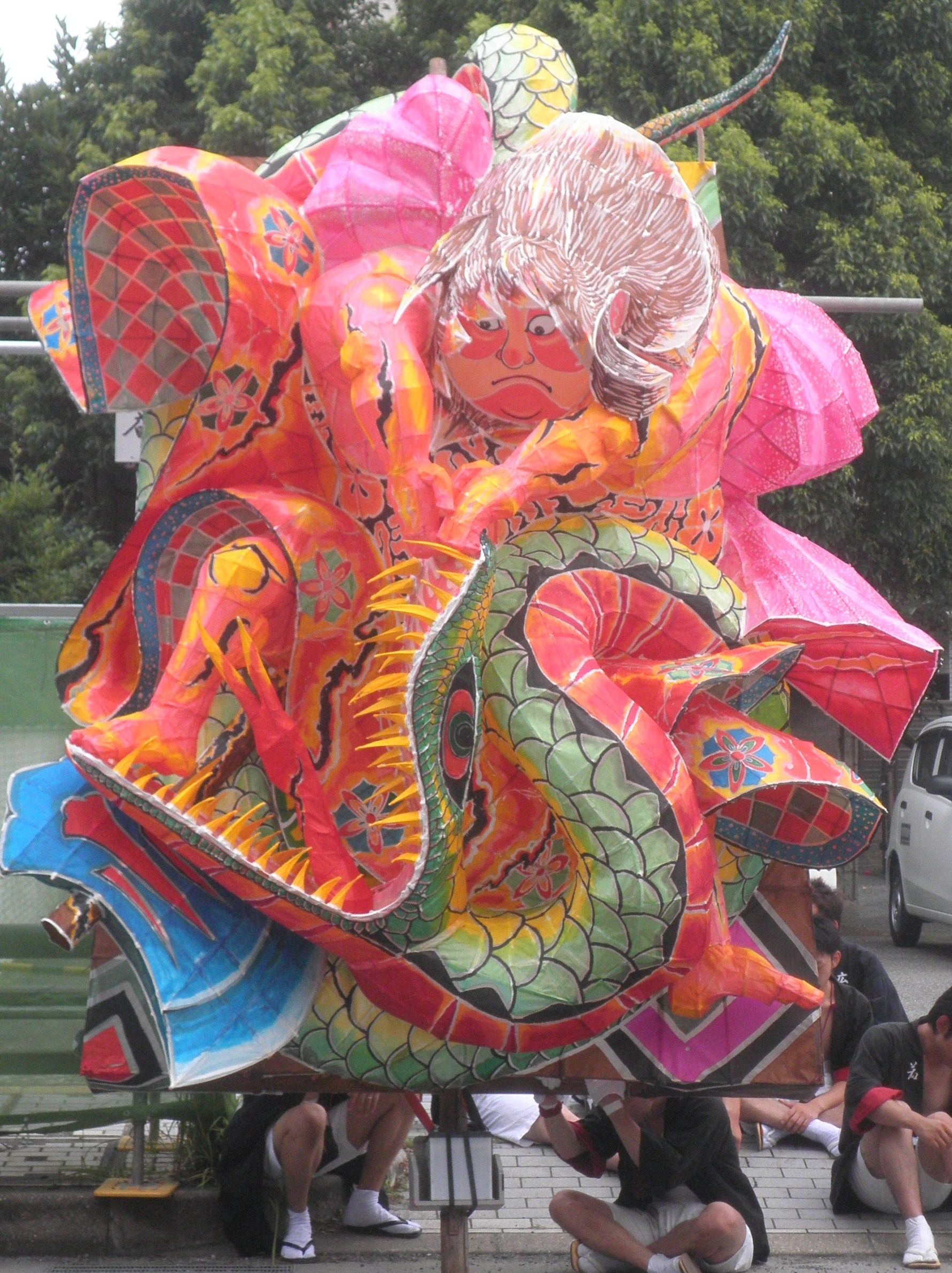
正面から見た万燈

### 新楽
土曜日の10時に7町内の総代と世話人が秋葉神社に集まり、また7町がそれぞれの町内で万燈を曳き回す。17時には各町の万燈が名鉄三河線 刈谷市駅前に集合し、当番町を先頭に市内を行進する。東陽町商店街で全町一斉舞を行ない、21時半頃に秋葉神社に到着する。新楽では神前舞を行なわず、各町が万燈を奉納し、万歳三唱して解散する。

### 本楽
日曜日の17時半に於大通りに全町が集合し、子ども万燈を先頭に市内を行進する。18時頃から秋葉神社で神前舞の奉納が行なわれ、各町の子どもの万燈の奉納が、19時から大万燈の神前舞が行なわれる。持ち時間は各町10分程度であり、21時半頃にすべての大万燈の神前舞が終了する。神前舞は囃子のリズムの下、若衆が大万燈をひとりで担ぎ上げる。数十kgの大万燈を両腕と肩で支え、2畳ほどの範囲でゆっくりと回したり、切り返して回したりする。軽やかな足さばきで万燈を回し、囃子の区切りで拝殿の正面に向くのが良いとされる。神前舞を終えた町は万燈通りに向かって行進し、全町が揃うと一斉舞が行なわれる。再び秋葉神社に戻り、万歳三唱して解散する。

## 歴史

### 万燈祭の成立
碧海郡地域は水の便に恵まれない土地である。夏には刈谷の松秀寺境内にある秋葉神社で雨乞いの祭りが行われていた。「御触状留帳」によれば、安永7年（1778年）、この祭礼で笛・太鼓による囃子が初めて取り入れられ、寺横町組によって製作された万燈が登場した。万燈祭の起源には諸説あるが、この安永7年をもって万燈祭の始まりとする説が有力である。安永9年（1780年）には2つの町内から万燈が出され、傘鉾も披露された。これらの出し物によって人々の注目を集めたので、安永10年（1781年）からは万燈や傘鉾が神社の外に出て町内に繰り出すことになり、天明8年（1788年）には一町を除いたすべての町から万燈が出されるようになった。『刈谷町史』には「元和2年（1616年）から御神楽・引馬で賑わう祭りが開催され、天保13年（1842年）の大旱魃の年には行灯を持って踊った。この年から角行灯・囃子台を引き出すのが慣例となり、万燈祭りと称するに至った」という趣旨の記述があるが、これは秋葉神社の由来と合わない。一説には、刈谷藩主土井家と仙台藩主伊達家のつながりが強く、伊達家から養子も迎えていることから、仙台七夕祭りや秋田竿灯祭り、青森ねぶた祭りなど、東北地方に多く見られる宵に明かりを燈す様式の祭礼の影響があるのではないかともいわれるが、詳細は不明である。

### 万燈祭の発展
繊細な細工と優雅な彩色を施した半立体の武者万燈は、竹風軒雅遊と号した粋人竹中理吉によって明治時代に完成されたといわれる。理吉は天保9年（1838年）に遠江国榛原郡植松村（現在の静岡県牧之原市）に生まれ、13歳の時に刈谷に奉公に来た後、一度故郷に帰ったが幕末頃に刈谷に移り住んだ。籠細工、提灯や傘、幟などへの文字入れを業とし、明治維新の際には刈谷藩の命で極めて緻密な地図を作成し人々を驚かせた。一方で華道に優れ、池坊の門下で頭角を現して大日本生花総会頭まで務めた人物であったが、それら彼の持つ技能や美的感覚を凝集し、箱万燈から現代へと続く半立体の美しい万燈に発展させた。理吉は1909年（明治42年）9月5日に没し、彼の功績を讃えた約270cmの石碑（碑文は高野松次郎撰、石工切田一郎刻、1910年（明治43年）8月建立）が寺横町の大悟寺境内にある。
太平洋戦争中は祭礼が途絶えたが、1946年（昭和21年）に再開され、昭和30年代には商店街の発展もあって夜通し大万燈が練り回るほどの隆盛を迎えた。昭和40年代には社会情勢の変化もあって祭礼の勢いが衰えたが、1975年（昭和50年）には刈谷万燈保存会が結成され、刈谷市を挙げた盛大な祭りとなった。かつては女性が万燈に触れることさえ禁じられていたが、現在では女性が大万燈を担ぐこともある。1966年（昭和41年）までは旧暦6月23日・24日に行なわれており、その後は8月1日、8月の第一日曜日とその前日、と開催日程が変化したが、現在は7月の最終土曜日とその次の日曜日に行なわれている。2004年（平成16年）には銀座がLEDを取り入れた万燈を製作し始め、近年では各町とも様々なLEDを導入し細部まで明りが灯るようになった。2006年（平成18年）には寺横町がネオン管を使用した万燈を製作した。伝統に基づきながらも万燈の改良が進められ、より細部にまで多様な表現を施すことが可能となった。